# 대명천지
대명천지(大明天地)는 "크게(大) 밝은(明) 하늘(天)과 땅(地)"이라는 뜻이다.

## 역사상의 화양구곡
화양구곡(華陽九曲)은 (현 속리산국립공원) 화양계곡을 부르는 말이다. 화양구곡이란 말은
16세기 어느 날 속리산 화양계곡에 머물게 된 우암 송시열이 화양계곡에 수려한 풍경에 매료되어 그곳에 자리를 정하고 제자인 우암 권상하가 이름을 지었으며, 또 다른 제자 단암 민진원이 바위에 글씨를 새겼다고 전해지고있다.

## 만동묘와 첨성대
만동묘는 조선에서 임진왜란때 구원병을 보내준 명 신종과 명나라의 마지막 황제인 명 의종의 신위를 모신 사당이다. 당시 조선 사회는 명에 대해 사대주의가 심했다.

대명천지 숭정일월

첨성대(瞻星臺)는 화양구곡에 있는 제5곡이다.
이곳에 있는 바위에 글씨가 새겨져 있는데 조선 선조 어필인 ‘만절필동(萬折必東)’과 조선 숙종 어필인 ‘화양서원(華陽書院)’이란 글씨가 남아있다. 명 의종의 글씨인 ‘비례부동(非禮不動)’과 우암 송시열의 글씨인 ‘대명천지 숭정일월(大明天地 崇禎日月)’이란 글씨를 바위 비석에 새겨져 있는데 이 말의 뜻은 "조선의 하늘과 땅은 명나라의 것이고 조선의 해와 달도 명 의종의 것"이라는 뜻이라고 한다. 물론 이는 지나친 확대해석이고(원문에 조선이란 단어가 없다) 문자 그대로는 "명나라의 하늘과 땅, 숭정의 해와 달"로 읽어야 한다는 의견도 있다. 여기서 명나라와 천지는 공간성을, 연호인 숭정과 일월은 시간성을 표현한다고 볼 수 있다. 따라서 이 문장은 조선의 하늘과 땅과 해와 달이 모두 명나라의 것이라는 뜻이 아니라, 조선은 「오랑캐인 청나라가 아닌 명나라의 질서에 아직도 있다」는 의미 정도로 해석할 수 있다. 어찌되었든 1674년 청나라 시대였음에도 명에 대한 사대주의가 깊었음을 알 수 있다.

## 참고 문헌
- 화양도기

## 같이 보기
- 사대주의
- 소중화사상